# Zeitschrift für die Geschichte der Juden in der Tschechoslowakei
Zeitschrift für die Geschichte der Juden in der Tschechoslowakei (česky Časopis pro dějiny Židů v Československu) byl odborný časopis, který v letech 1930–1938 vydával v Brně Jüdischer Buch- und Kunstverlag.

## Redakce a obsah časopisu
Časopis vydávalo vydavatelství Dr. Hugo Golda, s nímž v redakci spolupracovali Robert König, Heinrich Flesch, Jakob Freimann, Theodor Haas, Guido Kisch, Samuel Krauss, Max Portheim, Jaroslav Rokycana, Bernhard Wachstein, Max Grünfeld, D. Herzog, Michael Holzmann a Josef Lamm.
Časopis obsahoval články k dějinám jednotlivých židovských komunit v Československu (H. Gold, Alfonso Casutto, Leopold Blau, Bernhard Mandl, Heinrich Schwenger, M. S. Herzog, Josef Hoffmann, Isidor Herrisch, H. Horowitz, Rudolf Rosenzweig, Max Schay, Emanuel (Mano) Enten, Bernhard Brilling, L. Moses, Jakob Rabinowicz), genealogická pojednání o některých židovských rodinách (L. Moses, Ludwig August Frankl, J. Diamant, B. Glaser, H. Horowitz, S. Krauss, Gustav Treixler, H. Flesch, Chajim Bloch, Majer Balaban), články o jednotlivých židovských učencích (H. Horowitz, Oskar Kwasnik-Rabinowicz, Michael Holzmann, Max Portheim).
Jen menší část autorů se věnovala širším a obecnějším – většinou raně novověkým – tématům (B. Brilling, Jakob Bronner, Heinrich Flesch, Theodor Haas, Jaroslav Rokycana). Na druhou stranu časopis oproti  Ročence Společnosti pro dějiny Židů v Československu teritoriálně pokrýval nejen Čechy a Moravu, ale také Slezsko a Slovensko.